# 1981 EH1
1981 EH1 är en asteroid i huvudbältet som upptäcktes den 6 mars 1981 av den belgiske astronomen Henri Debehogne och den italienske astronomen Giovanni de Sanctis vid La Silla-observatoriet.
Asteroiden har en diameter på ungefär 13 kilometer.